# Collyriinae
Collyriinae  (лат.) — подсемейство паразитических наездников семейства Ichneumonidae из отряда перепончатокрылые. Включает 12 видов. Личинки — паразиты пилильщиков. Распространены в Палеарктике, известен лишь один интродуцированный неарктический вид.

## Систематика
Мировая фауна включает 3 рода и 12 видов, в Палеарктике — 2 рода и 11 видов. Фауна России включает 1 род и 2 вида наездников-ихневмонид этого подсемейства.
Ранее в подсемействе Collyriinae выделяли только один род.
- Collyria Schioedte, 1839